# Ruffiac (Lot-et-Garonne)
Ruffiac é uma comuna francesa na região administrativa da Nova Aquitânia, no departamento de Lot-et-Garonne. Estende-se por uma área de 12,84 km². Em 2010 a comuna tinha 180 habitantes (densidade: 14 hab./km²).